# Atomic Puppet
Atomic Puppet è una serie animata prodotta dalla Mercury Filmworks, Technicolor Animation Productions e la Gaumont Animation per Teletoon e Disney XD.

## Trama
Il supereroe Capitan Atomic, Joey Felt e il suo soccorritore Mookie, aiuteranno il supereroe Capitan Atomic a riconquistare i suoi poteri, i due formano una partnership improbabile e sconvolgente che consente loro di diventare il più giovane duo di supereroe della città.

## Personaggi
- Joey Felt
- Vivian Felt
- Abigail Felt
- Phil Felt
- Pauline Bell

## Lista episodi

### Stagione 1
| nº  | Titolo italiano              |
| --- | ---------------------------- |
| 1a  | Un brutto raffreddore        |
| 1b  | Attenti al gatto             |
| 2a  | Un insegnante terribile      |
| 2b  | Prigioniero in un vasetto    |
| 3a  | Planet Pizza                 |
| 3b  | L'uomo di fango              |
| 4a  | L'armata della giustizia     |
| 4b  | Il rifugio di Capitan Atomic |
| 5a  | Master Sensei                |
| 5b  | Gatto mangiatutto            |
| 6a  | Tutto esaurito               |
| 6b  | Super Pauline                |
| 7a  | Andriode atomico             |
| 7b  | Un eroe ammorbidito          |
| 8a  | Un pezzo da collezione       |
| 8b  | L'armata di parrucche        |
| 9a  | Il pollo mannaro             |
| 9b  | La lista di Joey             |
| 10a | Joey e AP si dividono        |
| 10b | Il disegnatore di fumetti    |
| 11a | Incollatura atomica          |
| 11b | AP contro Disastro II        |
| 12a | L'uomo spugna                |
| 12b | Una grande squadra           |
| 13a | Corso di sopravvivenza       |
| 13b | Marty la zecca               |